# 土龍斎
土龍斎（とりゅうさい、生没年不詳）とは江戸時代の浮世絵師。

## 来歴
礒田湖龍斎の門人かといわれる。安永期に土龍斎と号して噺本に挿絵を描いている。土龍斎は安永5年（1776年）刊行の噺本『売言葉』（整々畔市和作）に湖龍斎とともに2葉の挿絵を描いている。その絵は稚拙であり、画号は湖龍斎をもじったと見られる。